# Canale dei Lavraneri (Venise)

Molino Stucky vu du Canale dei Lavraneri

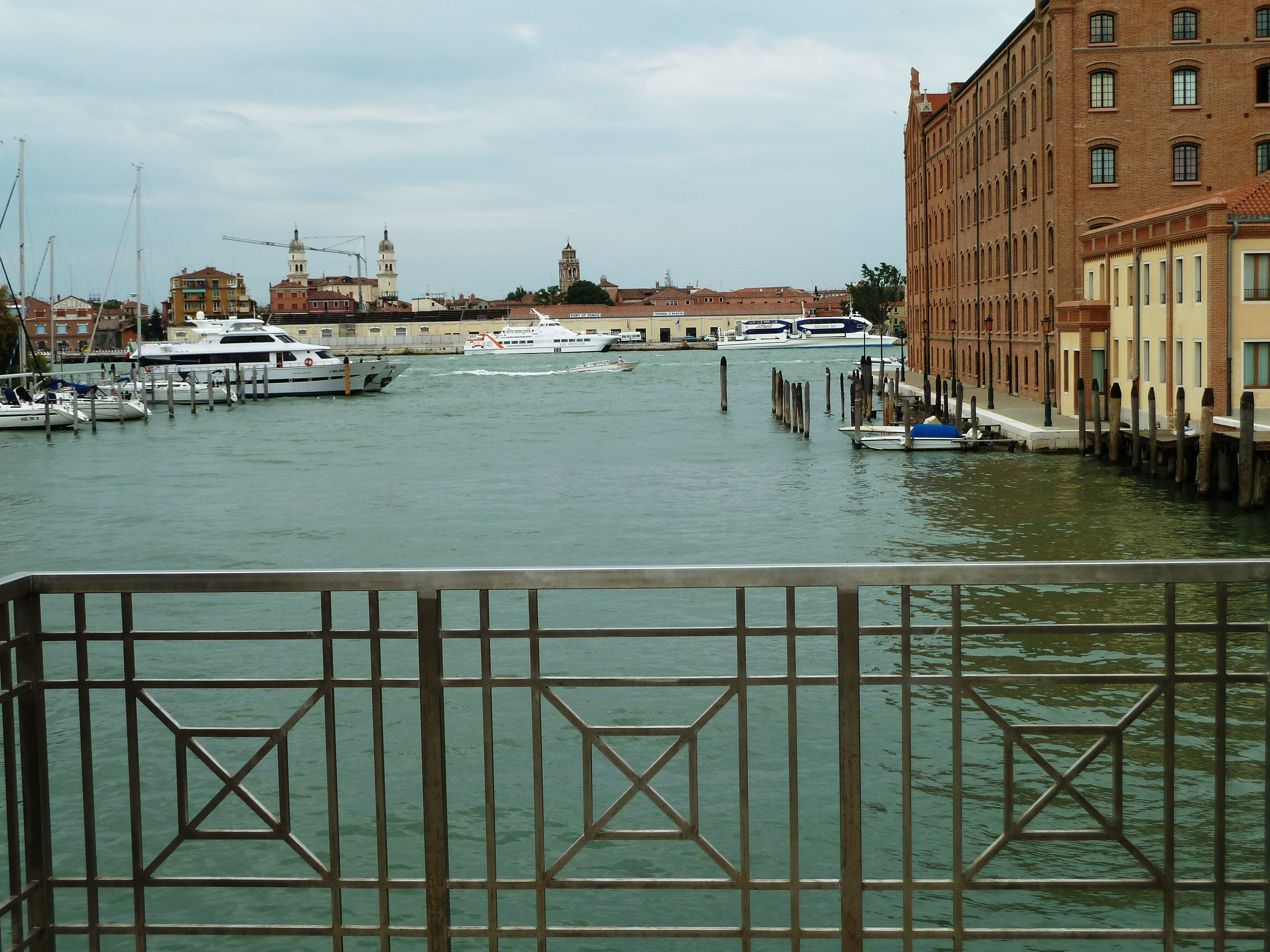
Le rio vers le nord vu du Ponte dei Lavraneri

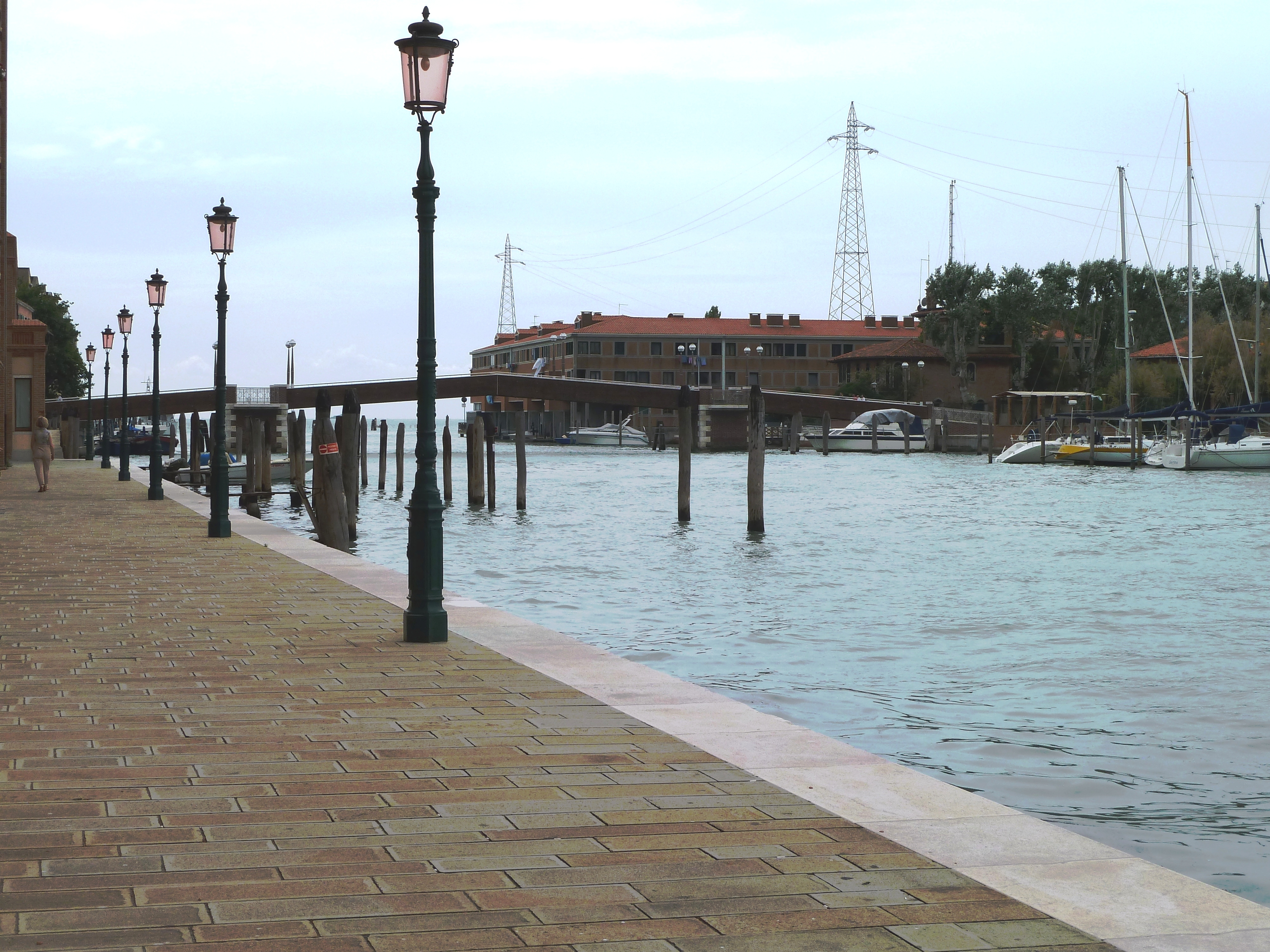
Ponte dei Lavraneri (env. 70 m long)

Le canale dei Lavraneri (ou rio dei Lavraneri) est un canal de Venise dans l'île de Giudecca dans le sestiere de Dorsoduro.

## Description
Le Canale dei Lavraneri a une longueur d'environ 330 mètres et une largeur d'environ 70 mètres. Il traverse la Giudecca de nord en sud et se raccorde au Canal de la Giudecca.

## Origine
La lavraneri (ou laurier) est une des herbes aromatiques qui étaient cultivées à Venise.

## Ponts
Ce rio est traversé par le Ponte dei Lavraneri reliant Calle Priuli et Campo Diego Valeri (Sacca Fisola).